# Прусик, Франтишек

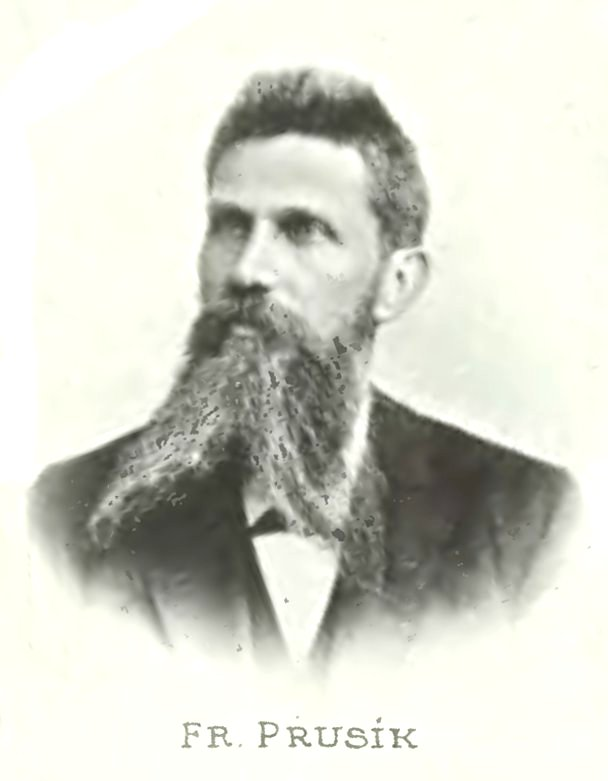
Франтишек Ксавер Прусик в 1899 г.

Франтишек Ксавер Прусик (24 ноября 1845, Выров — 7 июня 1905, Ступчице-у-Табора) — австро-венгерский чешский философ, филолог-славист, историк отечественной литературы, исследователь старинных литературных памятников, педагог.
Окончил академическую гимназию в Праге, затем поступил на философский факультет Пражского университета, который окончил в 1868 году со степенью доктора философии; во время обучения изучал словацкий, французский и английский, затем различные славянские языки. Ещё до окончания университета (в 1867 году) основал Союз чешских филологов, затем был участником благотворительного общества помощи бедным философам. С 1868 года на протяжении четырёх лет преподавал чешский язык в немецкой гимназии в Пльзене. Усовершенствовавшись как педагог чешского языка и классической филологии, с 1872 года стал учителем в реальной гимназии в Пршибраме, откуда в 1877 году перешёл директором реальной гимназии в Руднице. В 1885 году стал директором и преподавал в звании профессора в академической гимназии в Праге. В конце 1901 года вышел в отставку.
В 1887—1889 годах редактировал и издавал журнал «Krok». С 1891 года был академиком Королевской чешской академии наук в Праге. Был одним из основателей объединения «Минерва», в 1890—1891 и 1893—1895 годах возглавлял его. Главные его работы: «Wie sind die possessiven Adjectiva auf -uj und -ov und die possessiven Pronomina moj, tvoj, svoj im Slavischen zu deuten?» (1876); «Studie o dativě» (1876); «O comparativě ve slovanštině» (1882); «Původ jmene Čech» (1885); «О filol. námítkách proti rukop. Kraledv. a Zelenoh.» (1886); «Staročeské Alexandreidy rymované» (1896). Кроме того, выполнил целый ряд переводов научных произведений с различных германских, романских и славянских языков (в том числе с английского, немецкого, французского, словенского, русского).